# Bomarzo
Bomarzo là một thị xã thuộc tỉnh Viterbo (Lazio, miền trung Ý), ở hạ lưu thung lũng Tiber. Thị xã có cự ly 15 km so với Viterbo và 68 so với Roma.
Công trình nổi bật chính của Bomarzo là một khu vườn thường được gọi là Bosco Sacro hay Bosco dei Mostri.